# Monet Mazur
Monet Happy Mazur (* 17. dubna 1976 Los Angeles, Kalifornie) je americká filmová a televizní herečka.

## Životopis
Mazur se narodila v Los Angeles v Kalifornii. Je dcerou Rubyho Mazura, ilustrátora, který je známý vytvořením loga jazyka pro kapelu Rolling Stones a Valerie Chasin, která byla modelkou. Je nejstarší ze čtyř sourozenců, je jedinou dcerou. Všichni sourozenci mají křestní jméno po známých umělcích (Monet, Mattisse, Cézanne a Miro).

## Kariéra
Svojí hereckou a modelingovou zahájila v průběhu svého dospívání. Za zmínku stojí tři reklamy pro značku GAP, a to v roce 1999, ve kterých mimo jiné i zpívá. Objevila se v několika filmech, jako Torque: Ohnivá kola, Polibte nevěstu, Příšerná tchyně, Stoned a Líbánky a seriálech Kriminálka Miami, Odložené případy, 40 dnů a 40 nocí, Chuck a Rizzoli & Isles: Vraždy na pitevně. V roce 2018 získala jednu z hlavních rolích seriálu stanice The CW Fotbalový talent.

## Osobní život
V létě roku 2005 porodila syna Marlona svému manželovi, britskému režisérovi Alexovi de Rakoffovi, které si vzala v dubnu roku 2005. V roce 2011 se jim narodil Luciano Cy.

## Filmografie

### Film
| Rok  | Název                          | Role                 | Poznámky            |
| ---- | ------------------------------ | -------------------- | ------------------- |
| 1993 | Addamsova rodina 2             | flirtující žena      |                     |
| 1995 | Zuřiví andělé                  | Lila                 |                     |
| 1997 | Austin Powers: Špionátor       | dívka                |                     |
| 1998 | Vítejte v Hollywoodu           | přítelkyně v publiku |                     |
| 1999 | Parchanti nebo poldové?        | Howardova přítelkyně |                     |
| 1999 | Mystery Men                    | Becky Beaner         |                     |
| 2001 | Kokain                         | Maria                |                     |
| 2001 | Policajtka                     | Kathy Pogue          |                     |
| 2001 | The Learning Curve             | Georgia              |                     |
| 2002 | Sadie's Daydream               | hlavní modelka       | krátkometrážní film |
| 2002 | 40 dnů a 40 nocí               | Candy                |                     |
| 2002 | Noční loupež                   | Vanessa              |                     |
| 2002 | Comic Book Villains            | Kiki                 | Video               |
| 2002 | Polibte nevěstu                | Antonia Sposato      |                     |
| 2003 | Líbánky                        | Lauren               |                     |
| 2004 | Torque: Ohnivá kola            | Shane                |                     |
| 2005 | Příšerná tchyně                | Fiona                |                     |
| 2005 | In Memory of My Father         | Monet                |                     |
| 2005 | Stoned                         | Anita Pallenberg     |                     |
| 2006 | Whirlygirl                     | Alice                |                     |
| 2007 | Přežij!                        | Abalone              |                     |
| 2008 | The Last International Playboy | Carolina             |                     |
| 2008 | Domácí mazlíček                | Cassandra            |                     |
| 2009 | Dead Man Running               | Frankie              |                     |

### Televize
| Rok       | Název                              | Role                                  | Poznámky                         |
| --------- | ---------------------------------- | ------------------------------------- | -------------------------------- |
| 1993      | Tak jde čas                        | Brandee Fields                        | 4 díly                           |
| 1995      | Kansas                             | Lindsay                               | TV film                          |
| 1995      | Party of Five                      | Erica                                 | 2 díly                           |
| 1999      | Strange World                      | Cassandra Tyson                       | díl: „Lullaby“                   |
| 1999      | Jack & Jill                        | Laurie Tindell                        | díl: „Not Just a River in Egypt“ |
| 2006      | Capitol Law                        | Katja                                 | TV film                          |
| 2007      | Kriminálka Miami                   | Lindsay Wade                          | díl: „Rozený zabiják“            |
| 2007      | Odložené případy                   | Margot Chambers '89                   | díl: „Spříznění zlodějnou“       |
| 2009      | Dark Blue                          | Liz Franco                            | díl: „Ice“                       |
| 2009      | Námořní vyšetřovací služba L. A.   | Secret Service Agent Natalie Giordano | díl: „K nerozeznání“             |
| 2009–2010 | Castle na zabití                   | Gina Griffin                          | 3 díly                           |
| 2010      | Kriminálka Las Vegas               | Heidi Custer                          | díl: „Doctor Who“                |
| 2010      | Polda a polda                      | The Cleaner                           | díl: „The Whistleblower“         |
| 2010      | Chuck                              | Barbara                               | díl: „Chuck a rodinná večeře“    |
| 2012      | Adopce hrůzy                       | Fay Hopkins                           | Television film                  |
| 2012      | Rizzoli & Isles: Vraždy na pitevně | Georgette Wilkins                     | díl: „Money Maker“               |
| 2015      | Love Is a Four-Letter Word         | N/A                                   | TV film                          |
| 2018      | Fotbalový talent                   | Laura Fine-Baker                      | hlavní role                      |

### Videohry
| Rok  | Název                 | Role          | Poznámky |
| ---- | --------------------- | ------------- | -------- |
| 2014 | Transformers Universe | Astrae) hlas) |          |

### Hudební videoklip
| Rok  | Název            | Umělec     | Poznámky |
| ---- | ---------------- | ---------- | -------- |
| 2001 | „Revolving Door“ | Crazy Town |          |